# Marcia J. Bates
Marcia J. Batesová (* 1942 Kalifornie) je americká emeritní profesorka v oboru Informační studia na Graduate School of Education and Information Studies (GSE&IS) na Kalifornské univerzitě v Los Angeles. Publikovala mnoho článků o organizaci znalostí, o designu se zaměřeném na uživatele, dále se zabývala informačním chováním při vyhledávání informací, vyhledávacími strategiemi, informačními systémy a přístupem k osobním informacím.

## Život a dílo
Vystudovala informační vědu a knihovnictví na Kalifornské univerzitě v Berkeley, kde roku 1967 získala titul M.L.S. (Master of Library and Information Science) a v roce 1972 i titul Ph.D. Následně začala učit na Marylandské univerzitě v College Parku a na Washingtonské univerzitě v Seattlu. Po ukončení funkčního období na Washingtonské univerzitě v roce 1981 byla povýšena na pozici emeritní profesorky na Kalifornské univerzitě v Los Angeles, kde působí dodnes.
Mnoho jejích publikací bylo v oblasti návrhu informačního systému zaměřeného na uživatele. Byla zvolená členkou Americké společnosti pro rozvoj vědy (American Association for the Advancement of Science). V roce 2001 získala cenu Freda Kilgoura pro výzkum v oblasti knihovnictví a informačních technologií. Nejčastěji se tak můžeme setkat s pojmy berrypicking, taktika vyhledávání informací (information search tactics) a kaskáda interakcí (cascade of interaction).
Kromě konkrétních pojmů vytvořila obecnou kategorizaci informační vědy jako disciplíny. V článku The Invisible Substrate of Information Science (Bates, 1999) napsala, že oproti většinovému vnímání různých disciplín na spektru umění - společenské vědy - přírodní vědy je třeba nahlížet na informační vědu jako na tzv. metadisciplínu. Disciplínu, která toto spektrum protíná. Jako další příklady metadisciplín uvádí vzdělávání nebo žurnalismus.
Citovaná je teorie berrypickingu, která se zabývá přizpůsobením vyhledávání reálnému životu. V reálném životě hledáme potřebné informace pomocí více zdrojů a dotaz tak průběžně mění svůj charakter. Proto každá nově získaná informace mění koncepci položeného dotazu. Dotaz je v průběhu vyhledávání měněn v závislosti na okolních informacích. Tento princip přirovnala ke sbíráním bobulí v přírodě – berrypickingu. Bobule sbíráme postupně, protože nerostou ve svazcích, ale roztroušeně na celém keři. Informace tedy podle této teorie musíme získávat postupně, nikoliv v celku.